# Almoez Ali
Almoez Ali Zainalabiddin Abdullah (arab. ‏المعز علي زين العابدين عبد الله‎, ur. 19 sierpnia 1996 w Chartumie) – katarski piłkarz sudańskiego pochodzenia, grający na pozycji napastnika w klubie Al-Duhail SC i Reprezentacji Kataru. W 2019 roku wraz ze swoją reprezentacją sięgnął po Puchar Azji. Na tym turnieju zdobył 9 goli. Dzięki temu stał się królem strzelców rozgrywek i rekordzistą pod względem zdobycia największej liczby bramek na jednym Pucharze Azji.

## Kariera klubowa
W seniorskiej piłce zadebiutował w austriackim klubie LASK Linz w meczu drugiej ligi przeciwko Austrii Lustenau. 27 listopada 2015 roku zdobył pierwszą bramkę. W 2016 roku przeniósł się do hiszpańskiej trzecioligowej drużyny Cultural Leonesa. 3 kwietnia 2016 roku zdobył pierwszego gola w barwach nowej drużyny, stając się pierwszym Katarczykiem, który uczynił to w hiszpańskiej lidze. 
Latem powrócił do Kataru i przeniósł się do Al-Duhail SC. Z tą drużyną zdobył wiele trofeów w katarskiej piłce. Wygrał Qatar Stars League w sezonach: 2016/17, 2017/18, 2019/20, 2022/23. Trzykrotnie zdobywał Puchar Kataru oraz Puchar Emira Kataru.

## Kariera reprezentacyjna
W latach 2014–2018 grał w młodzieżowych kadrach Kataru. W seniorskiej drużynie zadebiutował 8 sierpnia 2016 roku przeciwko Irakowi. Kluczową rolę odegrał na Puchar Azji 2019. Wraz z reprezentacją sięgnął po złoty medal. Ali został, zdobywając 9 bramek, został królem strzelców i MVP turnieju. Stał się też najlepszym strzelcem jednego turnieju w historii Pucharu Azji, bijąc rekord Irańczyka Ali Daei (8 goli) z 1996 roku.
Zagrał także na Copa América 2019, Złotym Pucharze CONCACAF 2021 i 2023, Mistrzostwach Świata 2022 oraz Pucharze Azji 2023. Na Copa América 2019 zdobył bramkę z Paragwajem. Został królem strzelców Złotego Pucharu CONCACAF 2021. Mimo iż Mundial 2022 okazał się wielkim rozczarowaniem dla kadry Kataru, to sam Almoez wystąpił we wszystkich meczach. 

## Osiągnięcia

### Klubowe
Al-Duhail SC
- Qatar Stars League: 2016/17, 2017/18, 2019/20, 2022/23
- Puchar Emira Kataru: 2018, 2019, 2022
- Puchar Kataru: 2016, 2018, 2023

### Reprezentacyjne
- Puchar Azji: 2019